# Georg Dionysus Ehret
Georg Dionysius Ehret (Baden, 30 de janeiro de 1708 – Grã-Bretanha, 9 de setembro de 1770) foi um artista, botânico e entomologista alemão.
Como artista ficou muito conhecido como ilustrador botânico.

## Obras
- Methodus plantarum sexualis (1736)
- Hortus nitidissimis (en 3 volumes, 1750-1786)
- Plantae et papiliones rariores qui paraît en fascicules de  1748 à 1759 en folio. Les dix-huit planches sont gravées et colorées à la main par Ehret lui-même. La plupart montre une combinaison d’une ou de plusieurs espèces de plantes et de papillons.
- Illustrations pour Plantae selectae de Christoph Jakob Trew (1695-1769).
- Illustrations pour Hortus kewensis de William Aiton (1731-1793) (en trois volumes, 1789)
- Illustrations pour le spectaculaire ouvrage de Patrick Browne (v. 1720-1790) The civil and natural history of Jamaica en trois parties paru en 1756.